# 高山リオ
高山 リオ（たかやま りお）は日本のエグゼクティブプロデューサー。マジシャンでもある。
マジシャンとしての名前はトリックスター・リオ（ LEO the tr1ckster ）。
OSMANDエンターテインメント主宰。

## 人物
映画、テレビ番組、各種イベントなどをプロデュースする傍ら、マジシャンや俳優業など多方面に活動している。
アメリカ、ロスアンゼルスを拠点とするAcademy of Magical Arts （通称マジックキャッスル）認定のマジシャン。
普段はマジシャンとしての活動が多いが、マジックのみならず世界中のエンターテインメントに造詣が深い。
美食家として知られ、世界中のミシュラン店を食べ歩き、ブログ上で独自の評価を下す「リオシュラン」の活動も続けている。

## メディア出演
- 2009年 雑誌 メトロポリス 表紙&巻頭特集
- 2013年 TV 「東京ダイナマイトの素晴らしいTV」レギュラー出演
- 2013年 映画 「Moon Dream」出演
- 2013年 TV 「ボビー's スタジアム」出演
- 2014年 TV 「磨けよ乙女。」レギュラー出演
- 2015年 映画「縁〜The Bride of Izumo〜」カメオ出演
- 2016年 TV 「新K-1伝説」出演

## イベントプロデュース
- 2009年 渋谷、西麻布、六本木などを中心にマジックと音楽やDJ、クラブを融合したニューウェーブイベントINTO THE MAGICを主催。プロマジシャン魔耶一星氏やタップダンスの大御所 HIDEBOH氏が参加し話題になった。本拠地である渋谷宇田川町にあったSoul Smooth Cafeは、現在六本木にある魔法ダイニングバー OSMANDの前身。

- 2016年6月 六本木ニコファーレにてOSMAND ULTR MAGIC FES[1]を開催。MAGUS、小林恵子、たかお晃市らと協力し、マジック界の巨匠 ケビン・ジェームスや2012年FISMグランプリ ユ・ホジン、2016年ステージマジシャン・オブ・ザ・イヤー Shoot Ogawa(緒川集人)らを招聘し話題となった。

## 映画プロデュース
- 2015年 映画「縁〜The Bride of Izumo〜」[2]

## アイドルプロデュース
- 六本木OSMANDを拠点に活動するアイドルグループリトル☆オズをプロデュース。

## レストランプロデュース
- 渋谷　Soul Somooth Cafe
- 六本木　魔法ダイニングバー OSMAND